# Verbena montevidensis
Verbena montevidensis — вид трав'янистих рослин родини Вербенові (Verbenaceae), зростає в Аргентині, Парагваї, Уругваї, пд. Бразилії.

## Опис
Однорічна або багаторічна трава 40–80 см заввишки; стебла прямостійні, іноді запушені, від субчотирикутних до циліндричних, розгалужені. Листки сидячі, (1)1.5–3(7) см × (3)4.5–8(20) мм, розміри зменшуються до вершини, листові пластини цілі, від вузько чи широко еліптичних до майже лінійних, верхівки від гострих до субзагострених; поверхні від субгладких до розсіяно щетинистих; головна жилка злегка видна на нижній стороні. Квіткові приквітки яйцюваті, довжиною (0.8)1.5–1.8(2.7) мм, поля волосисті, завжди коротшої довжини ніж чашечка. Чашечка (1.3)2–2.4(2.7) мм завдовжки, з 5 трикутними зубчиками, гострі. Віночок бузковий або білий, трубка ледве перевищує чашечку, (2)3(4.7) мм довжиною.

## Поширення
Країни поширення: Аргентина, пд. Бразилія, Парагвай, Уругвай.